# Pajęczno
Pajęczno este un oraș în Polonia, situat in Voievodatul Łódź.
Prima atestare documentara a orasului dateaza din 1140.